# MTV Movie Awards 1999
Vyhlášení amerických filmových cen MTV 1999 se uskutečnilo 5. června 1999 v Santa Monice v Kalifornii. Moderátorem ceremoniálu byla Lisa Kudrow.

## Moderátoři a vystupující

### Moderátor
- Lisa Kudrow

### Hudební vystoupení

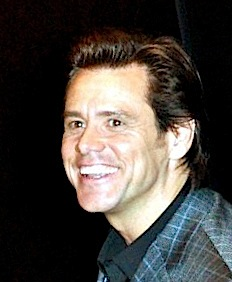
Jim Carrey, vítěz v kategorii nejlepší herec

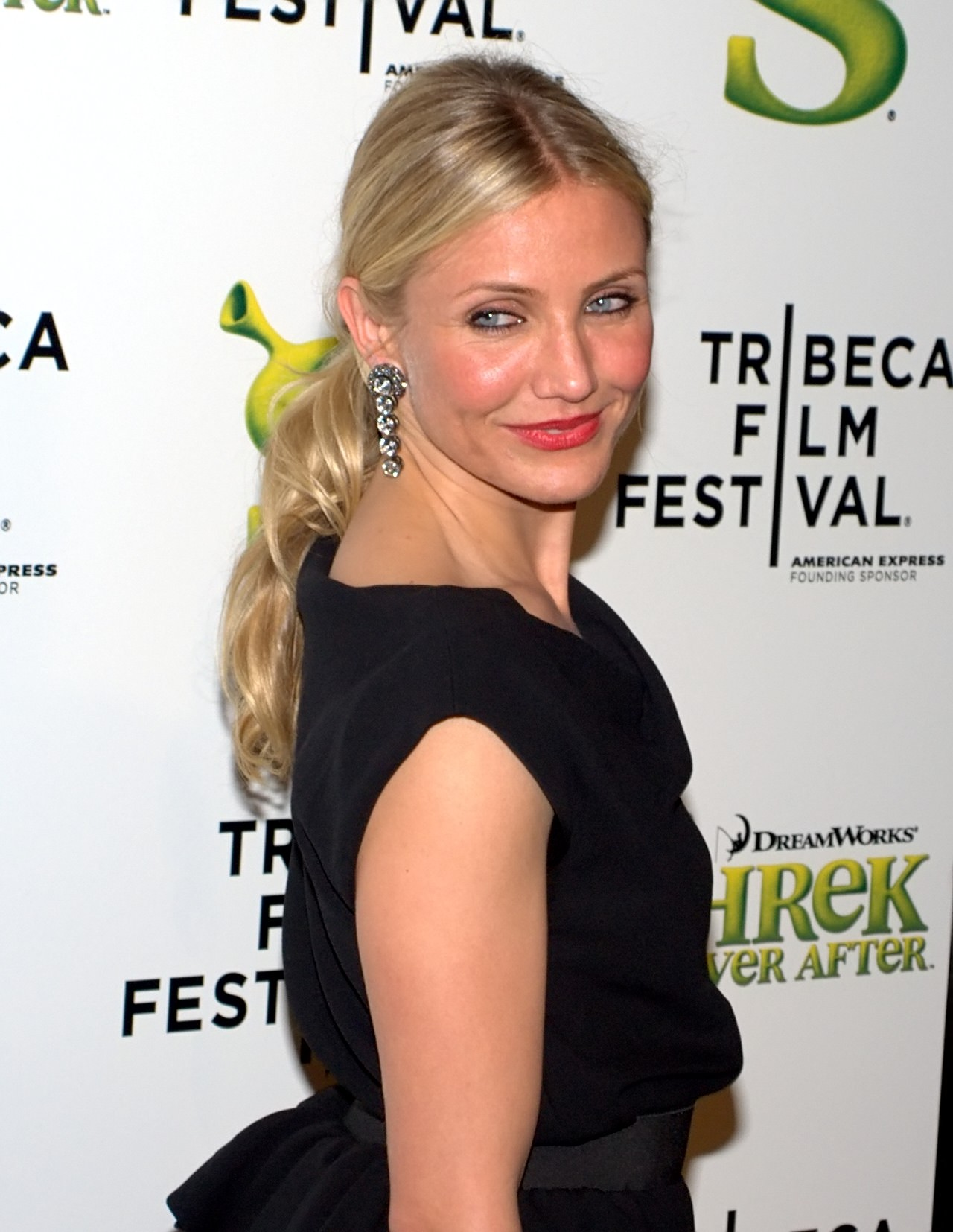
Cameron Diaz, vítězka v kategorii nejlepší herečka

- Kid Rock – „Bawitdaba“
- Will Smith – „Wild Wild West“
- Robbie Williams – „Millennium“

## Nominace a ocenění
| Film roku | Film roku |
| --- | --- |
| Něco na té Mary je - Armageddon - Zachraňte vojína Ryana - Zamilovaný Shakespeare - Truman Show | |
| Nejlepší herec | Nejlepší herečka |
| Jim Carrey – Truman Show - Ben Affleck – Armageddon - Tom Hanks – Zachraňte vojína Ryana - Adam Sandler – Vodonoš - Will Smith – Nepřítel státu | Cameron Diaz – Něco na té Mary je - Jennifer Love Hewitt – Poslední mejdan - Jennifer Lopez – Zakázané ovoce - Gwyneth Paltrow – Zamilovaný Shakespeare - Liv Tyler – Armageddon                                                                                         |
| Objev roku: muž | Objev roku: žena |
| James Van Der Beek – Varsity blues - Ray Allen – Nejlepší hráč - Joseph Fiennes – Zamilovaný Shakespeare - Josh Hartnett – Halloween: H20 - Chris Rock – Smrtonosná zbraň 4                                                                         | Katie Holmes – Podezřelé chování - Cate Blanchett – Královna Alžběta - Brandy – Tajemství loňského léta 2: Rok poté - Rachael Leigh Cook – Taková normální holka - Catherine Zeta-Jones – Zorro: Tajemná tvář                                                            |
| Nejlepší dvojice | Nejlepší zloduch |
| Jackie Chan a Chris Tucker – Křižovatka smrti - Ben Affleck a Liv Tyler – Armageddon - Nicolas Cage a Meg Ryanová – Město andělů - Freddie Prinze Jr. a Rachel Leigh Cook – Taková normální holka - Ben Stiller a Cameron Diaz – Něco na té Mary je | Matt Dillon – Něco na té Mary je (remíza) Stephen Dorff – Blade (remíza) - Chucky – Chuckyho nevěsta - Jet Li – Smrtonosná zbraň 4 - Rose McGowan – Ďábelská hra |
| Nejlepší komediální výkon | Nejlepší polibek |
| Adam Sandler – Vodonoš - Cameron Diaz – Něco na té Mary je - Chris Rock – Smrtonosná zbraň 4 - Ben Stiller – Něco na té Mary je - Chris Tucker – Křižovatka smrti                                                                                   | Gwyneth Paltrow a Joseph Fiennes – Zamilovaný Shakespeare - George Clooney a Jennifer Lopez – Zakázané ovoce - Matt Dillon, Denise Richards a Neve Campbell – Nebezpečné hry - Jeremy Irons a Dominique Swain – Lolita - Ben Stiller a Cameron Diaz – Něco na té Mary je |
| Nejlepší souboj | Nejlepší píseň |
| Ben Stiller vs. pes – Něco na té Mary je - Wesley Snipes vs. upíři – Blade - Antonio Banderas vs. Catherine Zeta-Jones – Zorro: Tajemná tvář - Jackie Chan a Chris Tucker vs. činský gang– Křižovatka smrti                                         | Aerosmith – “I Don't Want to Miss a Thing“ (Armageddon) - Aaliyah – “Are You That Somebody?“ (Dr. Dolittle) - Goo Goo Dolls – “Iris“ (Město andělů) - Green Day – “Nice Guys Finish Last“ (Varsity blues) - Jay-Z – “Can I Get A...“ (Křižovatka smrti)                  |
| Nejlepší akční scéna | Nejlepší nový filmař |
| Asteroid ničí New York – Armageddon - Honička Gibsohna a Glovera na dálnici – Smrtonosná zbraň 4 - Honička ve Francii – Ronin - Tom Hanks přistává na pláži v Normandii – Zachraňte vojína Ryana                                                    | Guy Ritchie – Sbal prachy a vypadni |